# Herman de Hauteville
Herman de Hauteville est un prince normand d'Italie du XIe siècle, qui est mort lors de la première croisade, où il accompagne son cousin Bohémond de Tarente.

## Biographie
Herman de Hauteville († 1097) est le second fils de Onfroi de Hauteville, comte de Melfi et d'Apulie (1051-1057) et d'une princesse lombarde d'Italie méridionale, Altrude, sœur du duc de Sorrente.
À la mort prématurée de son père en 1057, encore jeune, il est confié, avec son frère aîné Abagelard, à son oncle Robert Guiscard qui plus tard les déshérita.
Il est probablement le Herman, comte normand de Canne en Apulie, mort en 1097 à Byzance lors de la première croisade, alors qu'il accompagnait son cousin Bohémond, prince de Tarente et fils aîné de Guiscard.